# Baliracq-Maumusson
Baliracq-Maumusson település Franciaországban, Pyrénées-Atlantiques megyében. Lakosainak száma 117 fő (2022. január 1.). Baliracq-Maumusson Castetpugon, Garlin, Mascaraàs-Haron és Taron-Sadirac-Viellenave községekkel határos.

## Népesség
A település népességének változása:
| Lakosok száma | 145  | 139  | 129  | 126  | 122  | 121  | 121  | 120  | 119  | 117  |
|               | 2010 | 2013 | 2015 | 2016 | 2017 | 2018 | 2019 | 2020 | 2021 | 2022 |